# Avenue Gallieni (Courbevoie)
Pour les articles homonymes, voir Avenue Gallieni.
L'avenue Gallieni est une voie de la commune française de Courbevoie.

## Situation et accès

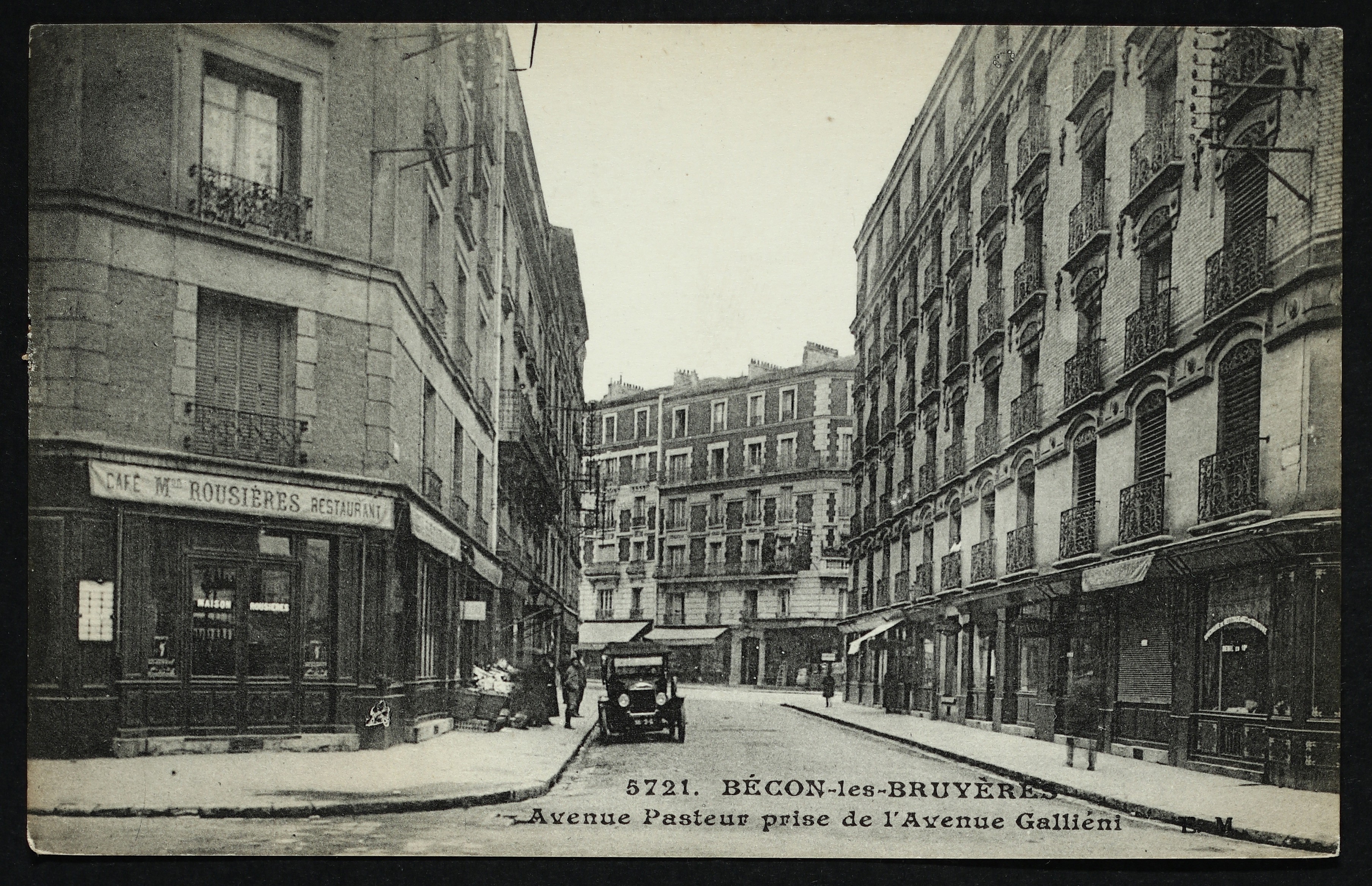
Courbevoie: Avenue Pasteur prise de l'avenue Galliéni, vers 1900.

Cette avenue est accessible par la gare de Bécon-les-Bruyères. Elle rencontre notamment, sur son trajet, l'avenue Pasteur,.

## Origine du nom
Cette avenue est nommée en hommage à Joseph Gallieni (1849-1916), militaire français, défenseur de la capitale pendant la Première Guerre mondiale.

## Historique

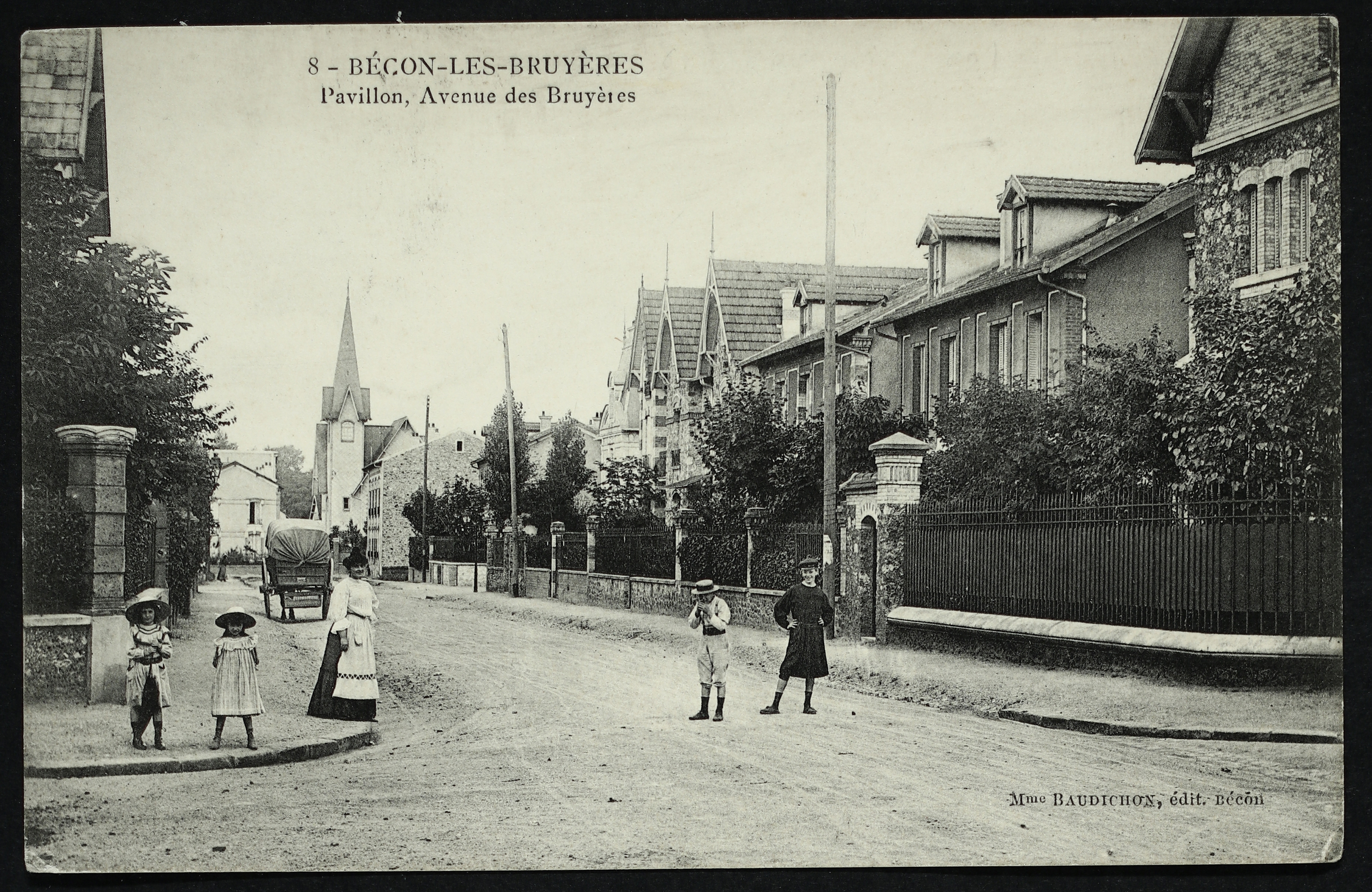
À l'angle de la rue Condorcet.

L'avenue Galleni s'appelait autrefois avenue des Bruyères. Elle prit son nom actuel entre 1910 et 1930.

## Bâtiments remarquables et lieux de mémoire

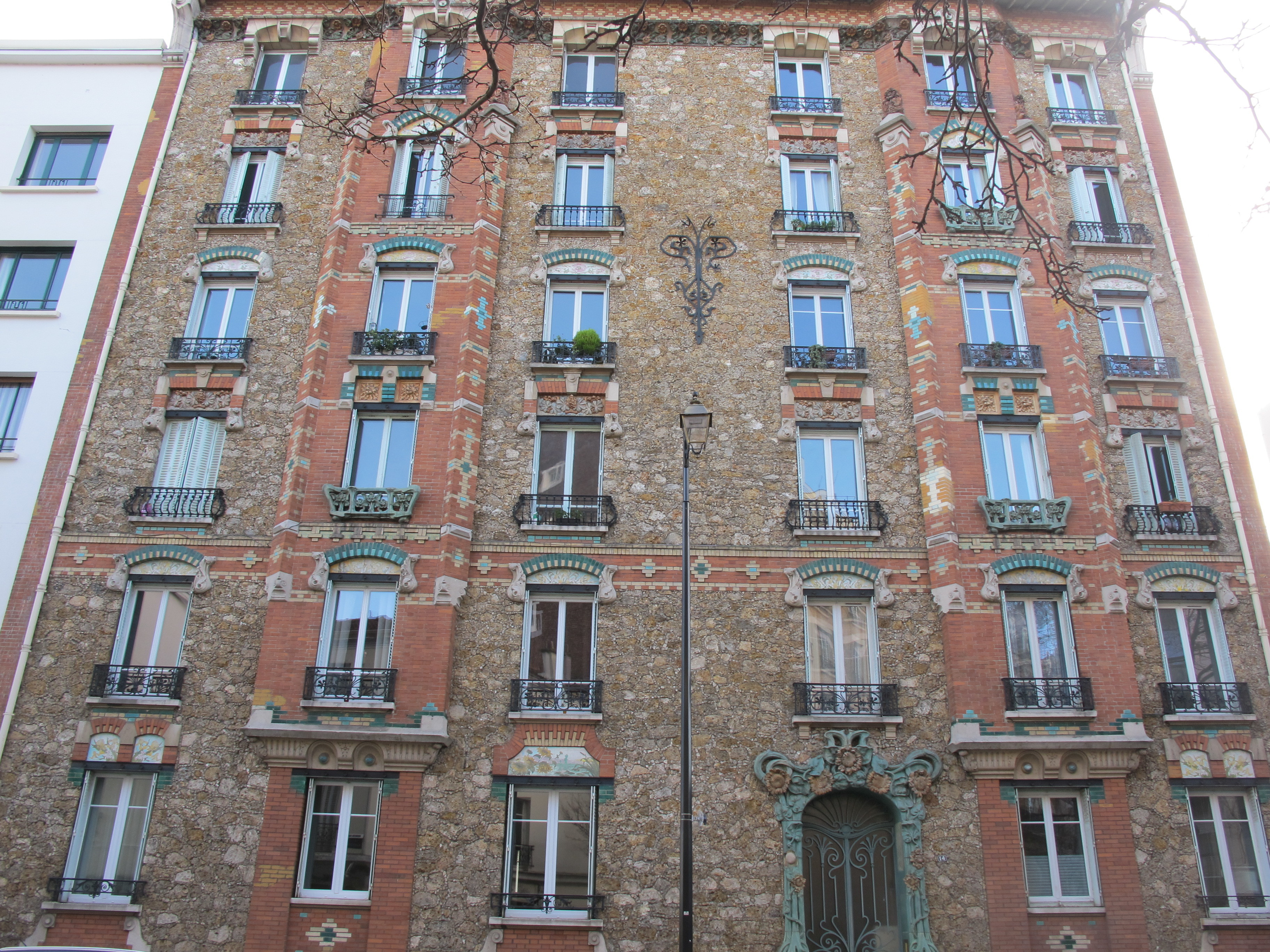
IA00129908 14 avenue Gallieni

- Au no 14, immeuble de 1903, œuvre de l'architecte Eugène Coulon[4],[5],[6].
- Immeuble classé au no 18[7].
- Emplacement de l'ancien cinéma Bécon-Palace, qui proposait des spectacles de music-hall et des projections cinématographiques. Ouvert en 1920, il ferma ses portes en 1968, et fut plus tard livré à la pioche des démolisseurs[8].